# Real Live Roadrunning
 (novembre 2021).
Si vous disposez d'ouvrages ou d'articles de référence ou si vous connaissez des sites web de qualité traitant du thème abordé ici, merci de compléter l'article en donnant les références utiles à sa vérifiabilité et en les liant à la section « Notes et références ».
 (novembre 2021).
La mise en forme du texte ne suit pas les recommandations de Wikipédia : il faut le « wikifier ».
Les points d'amélioration suivants sont les cas les plus fréquents. Le détail des points à revoir est peut-être précisé sur la page de discussion.
- Les titres sont pré-formatés par le logiciel. Ils ne sont ni en capitales, ni en gras.
- Le texte ne doit pas être écrit en capitales (les noms de famille non plus), ni en gras, ni en italique, ni en « petit »…
- Le gras n'est utilisé que pour surligner le titre de l'article dans l'introduction, une seule fois.
- L'italique est rarement utilisé : mots en langue étrangère, titres d'œuvres, noms de bateaux, etc.
- Les citations ne sont pas en italique mais en corps de texte normal. Elles sont entourées par des guillemets français : « et ».
- Les listes à puces sont à éviter, des paragraphes rédigés étant largement préférés. Les tableaux sont à réserver à la présentation de données structurées (résultats, etc.).
- Les appels de note de bas de page (petits chiffres en exposant, introduits par l'outil «  Source ») sont à placer entre la fin de phrase et le point final[comme ça].
- Les liens internes (vers d'autres articles de Wikipédia) sont à choisir avec parcimonie. Créez des liens vers des articles approfondissant le sujet. Les termes génériques sans rapport avec le sujet sont à éviter, ainsi que les répétitions de liens vers un même terme.
- Les liens externes sont à placer uniquement dans une section « Liens externes », à la fin de l'article. Ces liens sont à choisir avec parcimonie suivant les règles définies. Si un lien sert de source à l'article, son insertion dans le texte est à faire par les notes de bas de page.
- La présentation des références doit suivre les conventions bibliographiques. Il est recommandé d'utiliser les modèles {{Ouvrage}}, {{Chapitre}}, {{Article}}, {{Lien web}} et/ou {{Bibliographie}}. Le mode d'édition visuel peut mettre en forme automatiquement les références.
- Insérer une infobox (cadre d'informations à droite) n'est pas obligatoire pour parachever la mise en page.

Pour une aide détaillée, merci de consulter Aide:Wikification.
Si vous pensez que ces points ont été résolus, vous pouvez retirer ce bandeau et améliorer la mise en forme d'un autre article.
Real Live Roadrunning est un album double live collaboratif de l'auteur-compositeur-interprète et guitariste britannique Mark Knopfler et de l'auteure-compositrice-interprète américaine Emmylou Harris, sorti le 14 novembre 2006 par Mercury Records en Angleterre, par Universal Music à l'international ainsi que Warner Bros. Records aux États-Unis. L'album a été enregistré en direct le 28 juin 2006 au Gibson Amphitheatre de Los Angeles, à la fin de leur tournée estivale à l'appui de leur album acclamé par la critique, All the Roadrunning. Real Live Roadrunning est sorti sous la forme d'un CD / DVD combiné.
Cet article a été traduit entièrement traduit du Wikipédia anglophone consacré a l'album Real Live Roadrunning de Mark Knopfler et Emmylou Harris.

## Pochette de l'album
La couverture de l'album est la deuxième qui mette en évidence la guitare National Style Resonator de Knopfler, la même que celle qui figure sur la couverture de Brothers in Arms, l'album le plus vendu avec son ancien groupe, Dire Straits.

## Réception critique
Dans sa critique pour AllMusic, James Christopher Monger a attribué à l'album trois étoiles sur cinq, écrivant que la musicalité "est aussi parfaite que prévu, mais il n'y a pas grand-chose pour séparer les morceaux ici de leurs sœurs de studio." Mongers a conclu: "Le DVD qui l'accompagne est un bien meilleur exemple de la dynamique silencieuse du couple, permettant au duo et à son groupe talentueux un spectre plus large sur lequel émettre leurs histoires ironiques d'amour, de perte et de vie." 
Dans sa critique pour The Music Box , John Metzger a attribué à l'album trois étoiles et demie sur cinq, écrivant que bien que les performances soient "impeccables", l'ensemble reste "une affaire imparfaite". Metzger pensait que les chansons et les arrangements sont trop similaires aux versions studio de All the Roadrunning, et que les différences entre les versions live et les versions studio sont pour la plupart subtiles. Metzger pensait que les véritables points forts de Real Live Roadrunning étaient les versions renouvelées de chansons tirées des œuvres solo de Knopfler et Harris, telles que "Roméo et Juliette", "Speedway at Nazareth" et "Red Dirt Girl". Metzger a conclu: "Naturellement, en transformant leur travail pour la scène, Knopfler et Harris ont été forcés d'échanger la subtilité contre le zèle, mais comme le montre clairement la vidéo qui l'accompagne, ils ont quand même réussi à conserver la charmante intimité qui a fait de All the Roadrunning une collection si superlative. en premier lieu."

## Liste des titres

### DVD
1. Right Now
2. Red Staggerwing
3. Red Dirt Girl
4. I Dug Up a Diamond
5. Born to Run
6. Done with Bonaparte
7. Romeo and Juliet
8. Song for Sonny Liston
9. Belle Starr
10. This Is Us
11. All the Roadrunning
12. Boulder To Birmingham
13. Speedway At Nazareth
14. So Far Away
15. Our Shangri-La
16. If This Is Goodbye
17. Why Worry

### CD
1. Right Now
2. Red Staggerwing
3. Red Dirt Girl
4. Done with Bonaparte
5. Romeo and Juliet
6. All That Matters
7. This Is Us
8. All the Roadrunning
9. Boulder To Birmingham
10. Speedway At Nazareth
11. So Far Away
12. Our Shangri-La
13. If This Is Goodbye
14. Why Worry

## Musiciens
- Mark Knopfler – guitare, chant
- Emmylou Harris – guitare, chant
- Richard Bennett – guitare
- Stuart Duncan – fiddle, mandoline
- Glenn Worf – basse
- Guy Fletcher – claviers
- Matt Rollings – claviers
- Danny Cummings – batterie

## Distinctions
Il a été certifié disque d'or en Allemagne.